# 赫爾松斯凱
46°24′32″N 34°52′19″E / 46.40889°N 34.87194°E
赫爾松斯凱（烏克蘭語：Херсонське）是位於烏克蘭南部的村莊，由赫爾松州海尼切斯克區的海尼切斯克市镇負責管轄。該村面積19.7平方公里，海拔高度26米，2001年人口33，人口密度每平方公里1.7人。